# Ryo Niizato
Ryo Niizato (født 3. september 1995) er en japansk fodboldspiller, som spiller for den japanske fodboldklub V-Varen Nagasaki.